# Лахма
Лахма — посёлок в городском округе город Первомайск Нижегородской области. Расположен в 4 км к северу от Первомайска, в 142 км к югу от Нижнего Новгорода и в 381 км к юго-востоку от Москвы. Посёлок назван в честь речки Лахмы (Лахменки).

## География
Находится в южной части Нижегородской области на расстоянии приблизительно 4 км на север от города Первомайск, в 142 км к югу от Нижнего Новгорода и в 361 км к юго-востоку от Москвы. 
Посёлок расположен на обоих берегах реки Лахма (Лахменка).
Через посёлок проходит дорога, идущая в Нижний Новгород.
Ближайшая железнодорожная станция Первомайск-Горьковский находится в 5 км к юго-западу от Лахмы.

## История
Известен с 1875 года. В конце XIX века здесь был постоялый двор для проезжающих в сторону Арзамаса и Нижнего Новгорода. В ней также жили лесники Ташина завода и успенского дворянина Ильинского. В советский период в Лахме обосновались восемь семей из Мордовии. В 1940-годы в Лахме были два барака для лесорубов Первомайского леспромхоза и 21 домохозяйство.

## Население
Постоянное население составляло 6 человек (русские 33 %, мордва 67) в 2002 году, 4 в 2010.